# 小江 (金沙江)
小江，位于中华人民共和国云南省北部，是长江上游金沙江右岸支流，源头为寻甸回族彝族自治县的清水海，干流从清水海北岸寻甸县甸沙乡海尾村出流（此段也称摩洛河），蜿蜒向东北流，经摩罗河水库，穿过东川铁路后转北流，经寻甸县功山镇（此段也称响水河）、昆明市东川区阿旺镇、城区铜都街道（此段也称大白河），自汤丹镇达朵村东北起成为东川区和会泽县的界河，北流至东川区拖布卡镇格勒村以北的小河边汇入金沙江。河流全长141千米，落差2109米，流域面积3049平方千米。年均径流量15.38亿立方米。小江上游为高原湖盆区，下游为高山峡谷。中游流经东川U形河谷地带泥石流灾害多发，沿岸众多泥石流沟倾入，迫使小江干流左右游移，摆荡在众多冲洪积扇之间，形成宽坦的游荡性河道。河漫滩平均有300米宽，河道中多汊道，沙滩密布。